# Skarżysko-Kamienna
Skarżysko-Kamienna es una ciudad del voivodato de Świętokrzyskie, en el centro-sur de Polonia, junto al río Kamienna, al norte de las montañas de Świętokrzyskie. Se trata de una de las principales ciudades del voivodato. Antes de 1928, se llamaba Kamienna; en contextos menos formales, generalmente solo se usa la primera parte del nombre (Skarżysko). Pertenece a la histórica provincia polaca de Pequeña Polonia .
Skarżysko-Kamienna es un importante cruce ferroviario con dos líneas principales (Cracovia - Varsovia y Sandomierz - Koluszki) cruzándose aquí.

## Historia

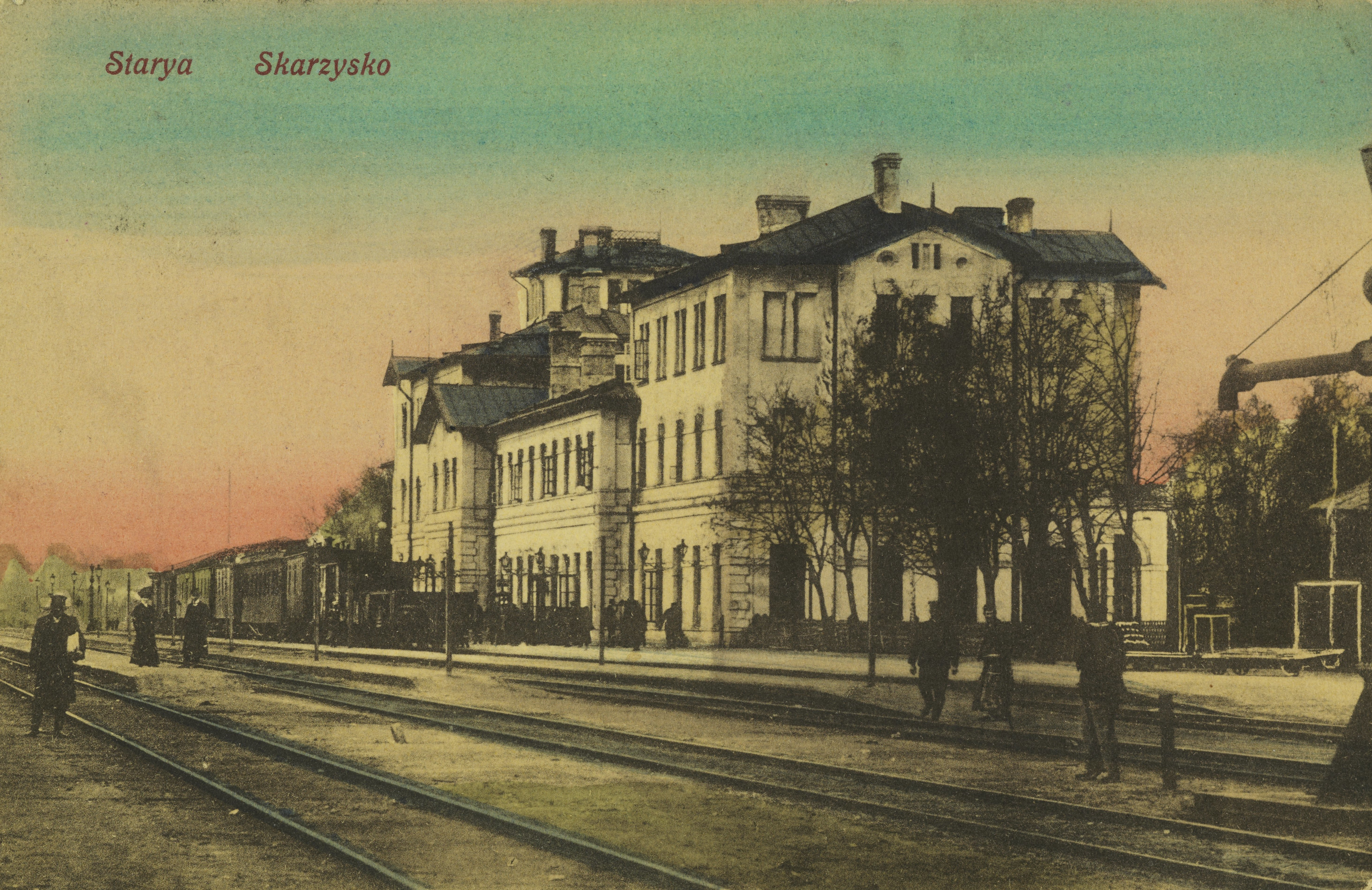
Estación de tren en 1909

Los actuales distritos de Łyżwy y Nowy Młyn fueron la ubicación de asentamientos industriales paleolíticos, que ahora son sitios arqueológicos, parte de la Reserva Arqueológica de Rydno, que consta de varios cientos de antiguos sitios paleolíticos que se extienden desde Skarżysko-Kamienna hasta Wąchock. Los sitios fueron descubiertos entre 1923 y 1925.
En 1173, el congreso de caballeros se reunió en la aldea de Milica (ahora distrito de la ciudad) liderado por Casimiro II el Justo. Dentro del Reino de Polonia, Skarżysko era una aldea privada de la nobleza polaca, ubicada administrativamente en el condado de Radom en el voivodato de Sandomierz en la provincia de Pequeña Polonia. En torno a 1885 Kamienna se convierte en un importante nudo ferroviario en el recién construido ferrocarril Ivangorod-Dąbrowa. La línea principal del ferrocarril que conectaba Ivangorod (Dęblin) y Dąbrowa Górnicza atravesaba la ciudad de norte a sur, y dos tramos hacia Ostrowiec Świętokrzyski y Koluszki salían desde la ciudad al este y al oeste, respectivamente. Esto impulsó el crecimiento de Kamienna, que pasó de ser una aldea a una ciudad de tamaño considerable en 1920, cuando contaba con alrededor de 20 empresas que empleaban a 1000 trabajadores, así como talleres ferroviarios que empleaban a otros 1000 trabajadores. 

### Segunda República Polaca
En 1923, el municipio de Kamienna obtuvo el estatus de ciudad. En 1922, el gobierno polaco decidió construir una fábrica de municiones en Kamienna, llamada Państwowa Wytwornia Uzbrojenia Fabryka Amunicji (Fábrica Nacional de Armamento - Planta de Municiones). Comenzó su producción en 1924, suministrando municiones al Ejército Polaco. Empleó a 2760 trabajadores en 1932, a más de 3000 en 1936 y a más de 4500 en 1939, convirtiéndose en el principal empleador de la ciudad e impulsando su crecimiento. La empresa sigue operando a día de hoy bajo el nombre de Zakłady Metalowe MESKO S.A.
En 1928, el nombre de la ciudad se cambió a Skarżysko-Kamienna. En 1937, la ciudad contaba con 19700 habitantes, entre ellos 2800 judíos (aproximadamente el 14% del total).

### Ocupación alemana de Skarżysko-Kamienna (1939-1945)

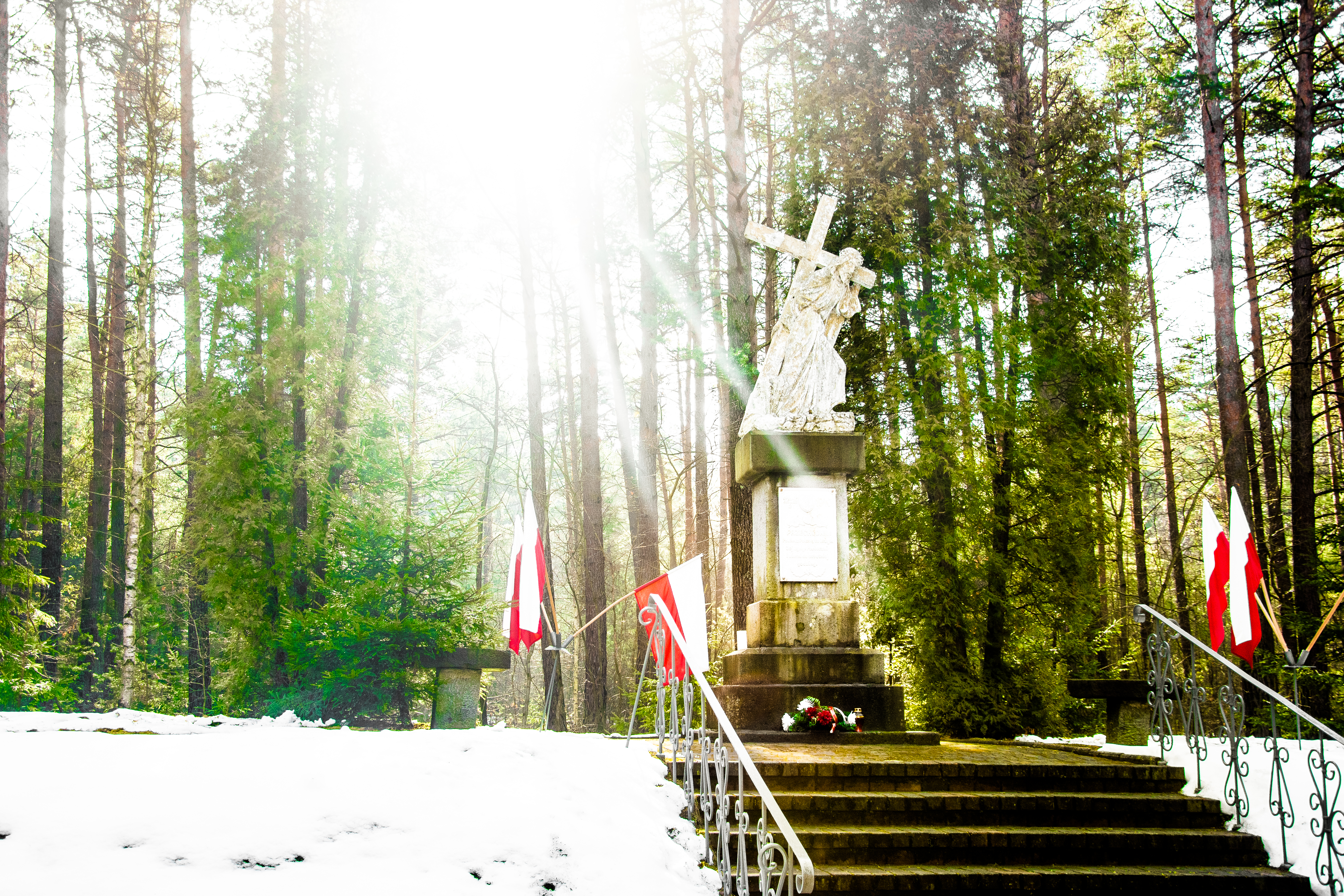
Fosa común de polacos masacrados por los alemanes durante la ocupación

Tras la invasión de Polonia por Alemania en septiembre de 1939, que dio inicio a la Segunda Guerra Mundial, Skarżysko-Kamienna estuvo bajo ocupación alemana hasta que fue liberada por el ejército soviético en enero de 1945. Los alemanes controlaban la fábrica de municiones para impulsar su propio sistema bélico, y desde 1940 estuvo controlada por la empresa Hugo Schneider Aktiengesellschaft (HASAG), que la dirigía como subcontratista de la Wehrmacht. En 1940, los alemanes llevaron a cabo ejecuciones masivas de polacos (360 personas ejecutadas en febrero y 760 en junio). La organización de resistencia clandestina polaca Orzeł Biały ("Águila Blanca") se organizó en la ciudad. Entre sus miembros se encontraban monjes locales, y en el monasterio local se encontraba un depósito de armas utilizado por los partisanos polacos. Varios monjes fueron arrestados y asesinados por los alemanes en la masacre cometida en febrero de 1940, mientras que uno logró escapar del arresto.
El gueto para la población judía de la ciudad fue establecido por los alemanes en abril o mayo de 1941. Entre agosto de 1942 y el verano de 1943, los judíos del distrito de Radom fueron llevados a tres campos cerca de la fábrica de municiones para trabajar en la fábrica. Según los registros alemanes, del total de 17210 personas llevadas con 58 transportes, 6408 lograron sobrevivir lo suficiente para ser evacuados a otros campos cuando los alemanes cerraron la fábrica en 1944. El gueto fue liquidado en octubre de 1942, y algunos habitantes considerados aptos para trabajar fueron trasladados a los campos de trabajo de la fábrica (aproximadamente 500), y el resto fue transportado a Treblinka. En la principal monografía sobre el tema se estimó que, a pesar de lo incompleto de los registros alemanes, que probablemente subestiman el número de internos, alrededor de 25000 internos judíos fueron llevados al campo y 7000 fueron evacuados de él. Además, alrededor de 18000 personas murieron allí. El Consejo Polaco de Ayuda a los Judíos, una organización secreta fundada por el movimiento de resistencia polaco, operaba en la ciudad. Se conocen varios casos de polacos que fueron ejecutados en el acto o encarcelados en la prisión local y deportados a campos de concentración por rescatar y ayudar a judíos.
En abril de 1942, los alemanes fundaron el campo de prisioneros de guerra Stalag 380, que varios meses después fue trasladado a Oppdal y Dombås en la Noruega ocupada por Alemania.
Al menos nueve boy scouts y dos girl scouts de la ciudad fueron asesinados por los alemanes durante la ocupación. El monje que logró evitar ser capturado por los alemanes en 1940 murió en el bombardeo soviético de la ciudad en 1945.

### Desde 1945 hasta la actualidad
El 18 de enero de 1945, la ciudad fue liberada y devuelta a Polonia, aunque con un régimen comunista instaurado por los soviéticos, que permaneció en el poder hasta la caída del comunismo en la década de 1980. Alrededor de una docena de supervivientes judíos regresaron a Skarżysko-Kamienna en el invierno de 1945-1946 para recuperar propiedades judías. Poco después, en febrero de 1946, cinco de ellos fueron asesinados por un pequeño grupo de delincuentes locales. Los asesinos, entre ellos el jefe de la policía municipal instaurada por los soviéticos y otro policía comunista, fueron llevados a juicio en Łodź. Tres de ellos recibieron la pena de muerte. Los judíos restantes abandonaron Polonia, excepto el Dr. Zundel Kahanel y su esposa Bima, que pasaron el resto de sus vidas en la ciudad.

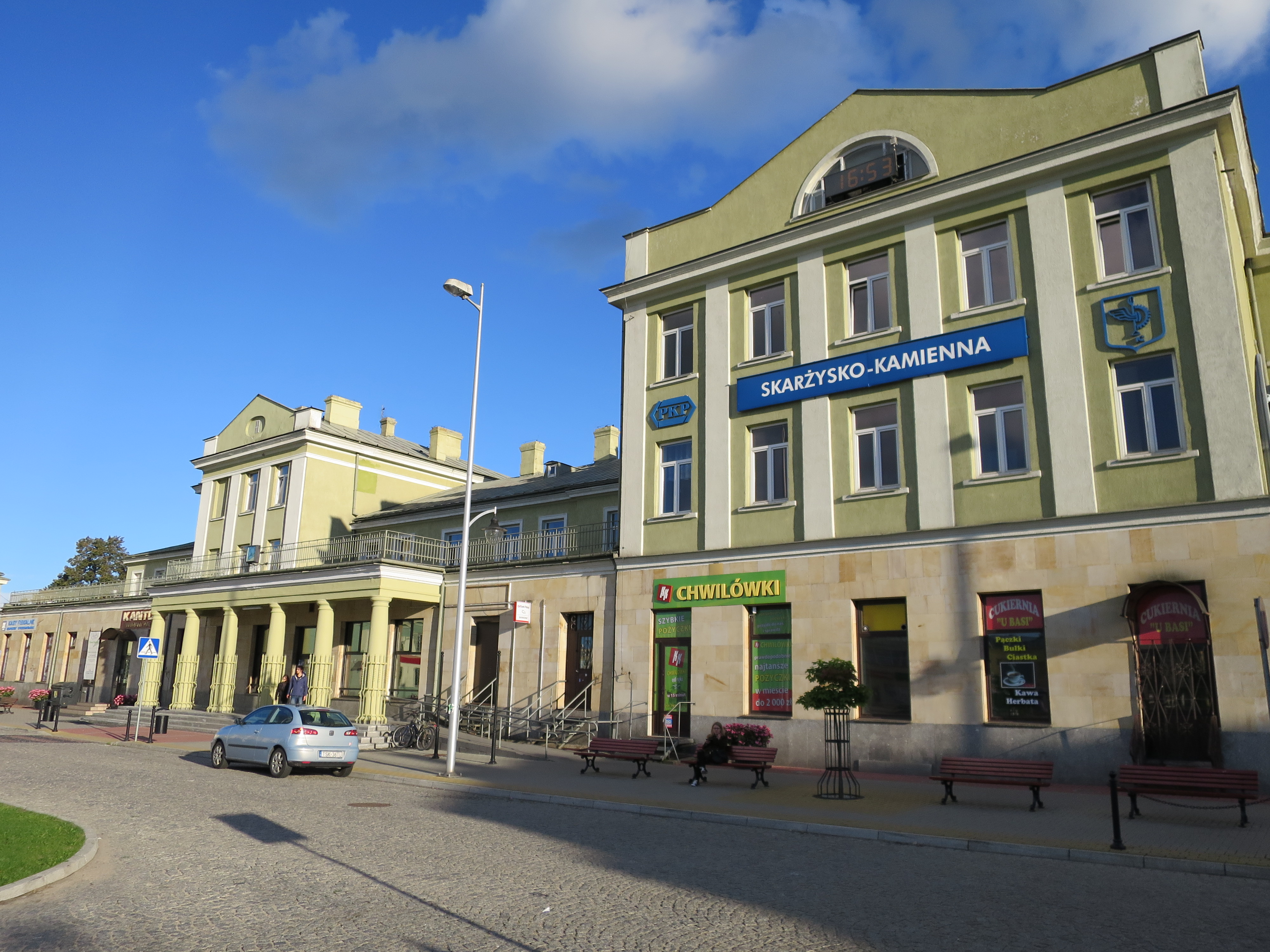
Estación principal de trenes

Mientras tanto, en 1948, los principales directivos de HASAG fueron juzgados en Leipzig, en la zona de ocupación soviética de Alemania. De los 25 juzgados, 4 fueron condenados a muerte, 2 a cadena perpetua y 18 a penas de entre uno y cinco años.
En 1969 se fundó el Museo del Águila Blanca. En 1984, se ampliaron los límites de la ciudad, incluyendo los asentamientos vecinos de Łyżwy y Nowy Młyn como nuevos distritos. En 1999, se creó el condado de Skarżysko como resultado de la Ley de Reorganización del Gobierno Local (1998).

## Puntos de interés
- El Museo del Águila Blanca (en polaco: Muzeum im. Orła Białego) es un museo regional con una gran exposición al aire libre de equipamiento militar, la mayoría de los cuales datan del período de la Segunda Guerra Mundial.

1. Exposición en interiores: uniformes, municiones, pistolas y armas pequeñas, equipamiento militar, fotografías y documentos.
2. Exposición al aire libre: uno de los pocos barcos polacos expuestos en tierra (el torpedero Odważny - El Valiente), aviones, tanques (incluido uno de los pocos vehículos Sturmgeschütz IV conservados del mundo), helicópteros, cañones, etc.

- En MESKO se filmaron varias escenas de La lista de Schindler de Steven Spielberg .

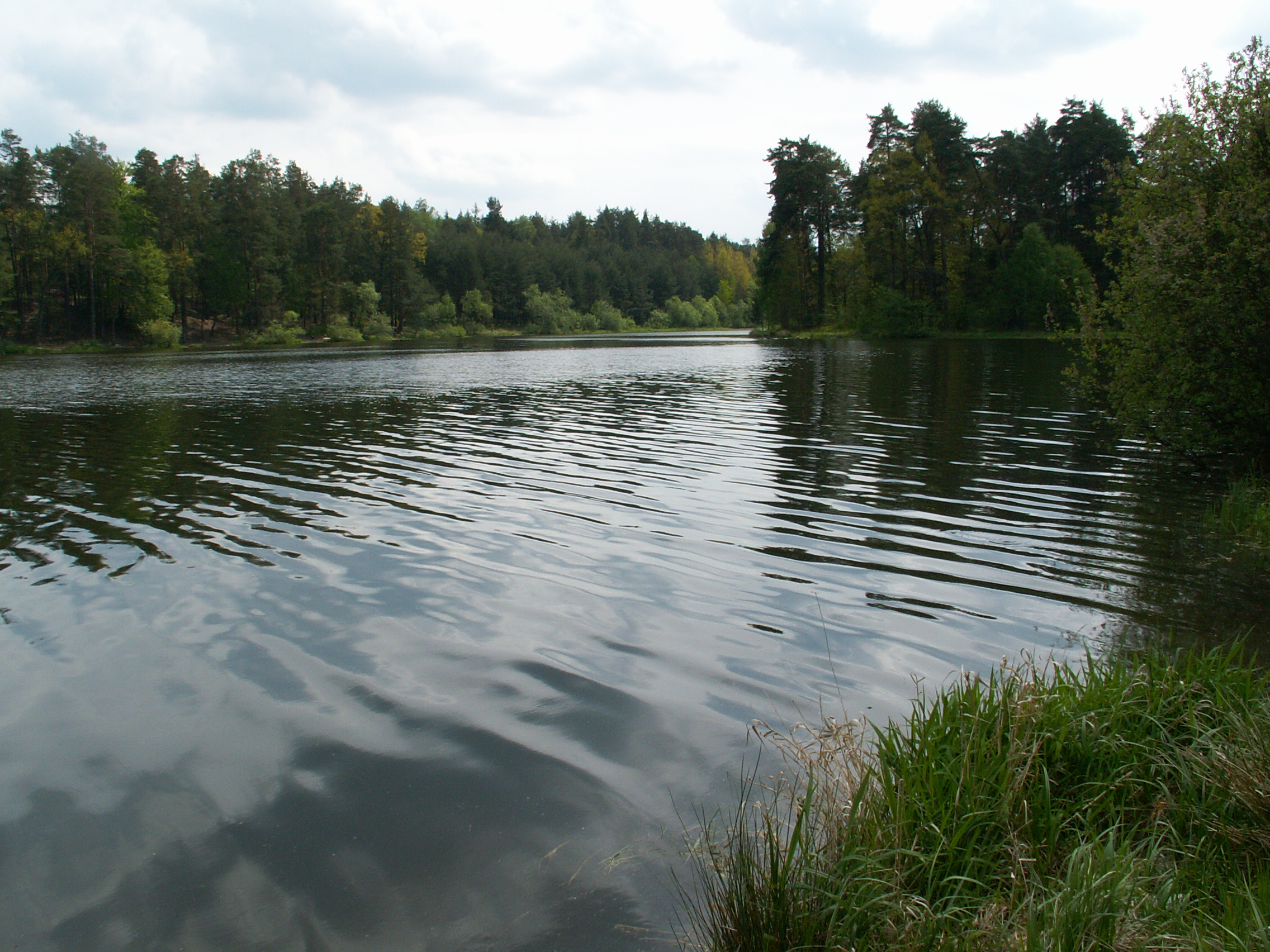
Lago Rejów
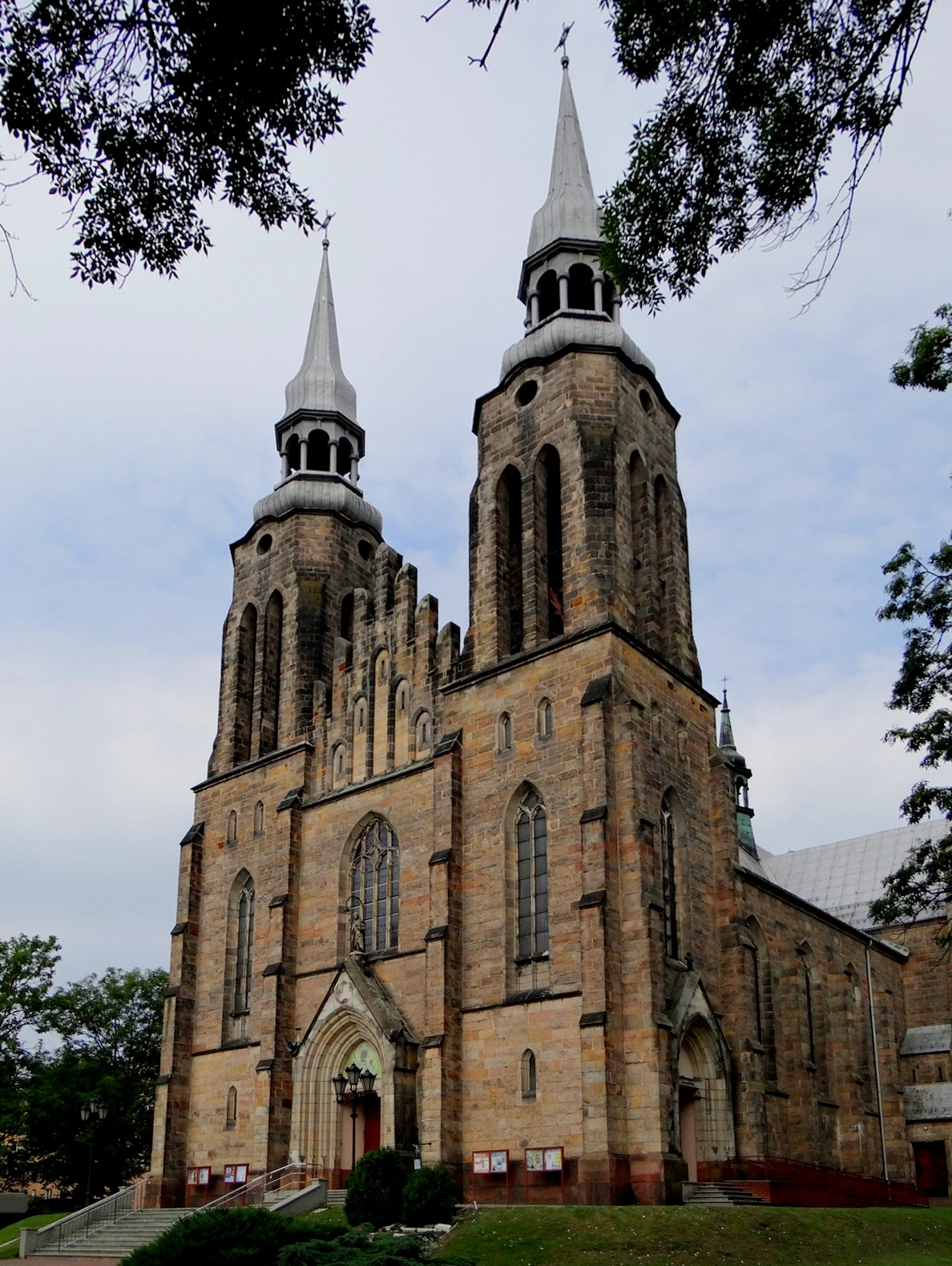
Iglesia del Sagrado Corazón de Jesús
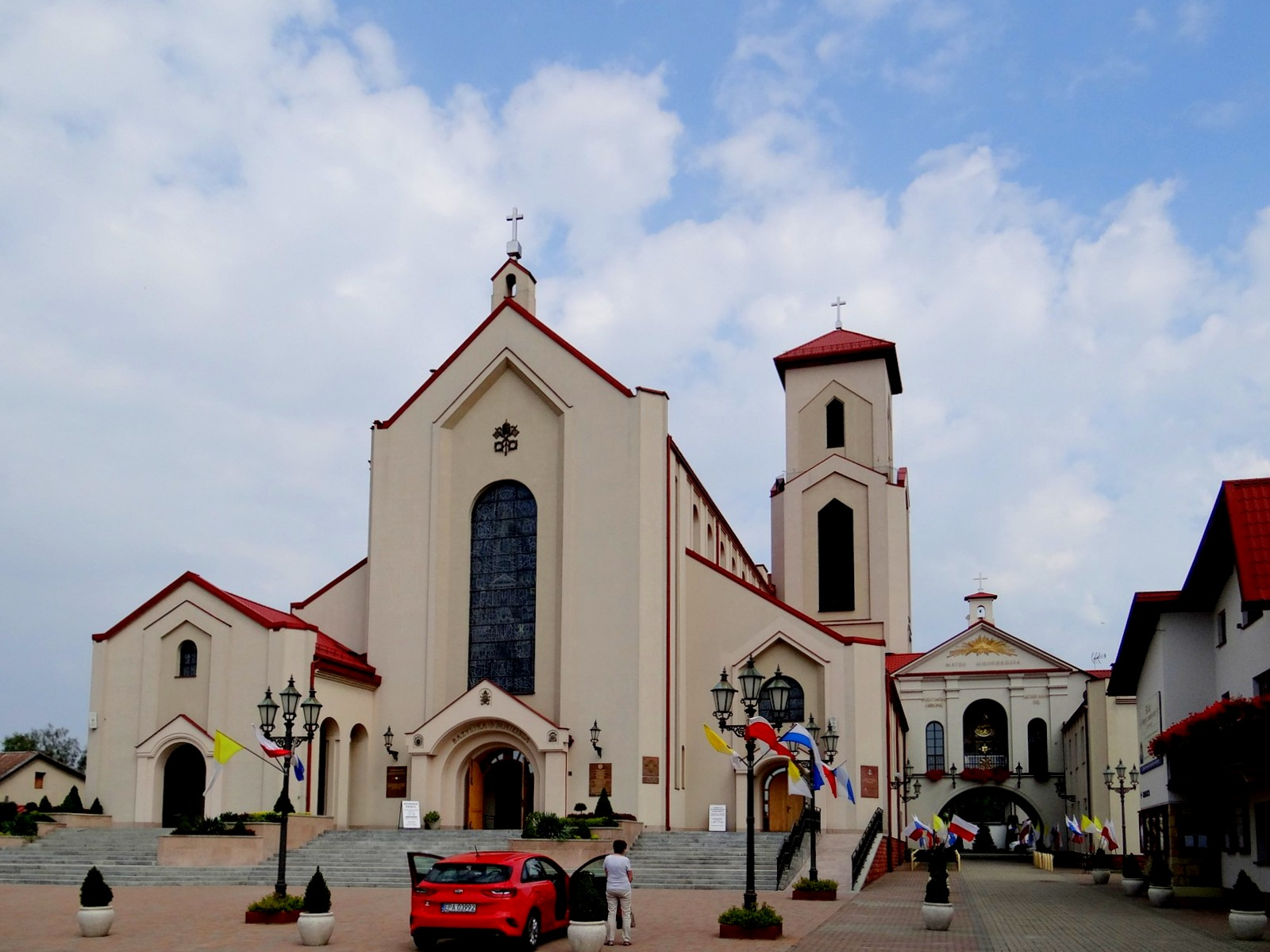
Santuario de Nuestra Señora de la Puerta de la Aurora

## Deportes
Los clubes deportivos más destacados de la ciudad son el equipo de fútbol ZKS Granat Skarżysko y el equipo de voleibol, que compiten en las ligas inferiores.

## Relaciones internacionales

### Ciudades hermanadas
Skarżysko-Kamienna está hermanada con:
- Stafford
- Zhmerynka
- Kavarna
- Franklin Park, Illinois
- Chicago
- Langfang